# Sokole Pole
Sokole Pole est une localité polonaise de la gmina de Janów, située dans le powiat de Częstochowa en voïvodie de Silésie.